# Клименко Яків Дмитрович
Я́ків Дми́трович Климе́нко (*17 червня 1912, Олександрівка — †8 березня 1984) — український письменник, 1964 — член Спілки письменників СРСР, заслужений працівник культури УРСР, нагороджений медалями.

## Життєпис
Учасник німецько-радянської війни.
Закінчив Київський університет, працював у редакції газети «Радянська Україна» в 1940—1975 роках.

## Творчість
Твори присвячені переважно літературно-мистецькій тематиці, зображено цікаві сторінки із життя та творчості Остапа Вишні, М. Стельмаха, П. Тичини, М. Шолохова, Ю. Яновського, режисерів театру К. Станіславського, В. Немировича-Данченка, акторів В. Качалова, О. Яблочкіної.

### Твори
- 1931 — повість «Ваша перепустка»,
- книжки-нариси: 1944 — «Баранівка»,
- 1960 — «Земля чудес»,
- 1962 — «Суцвіття весни»,
- 1964 — «Роди нам, прекрасне»,
- 1972 — «Григорій Верьовка».